# Домашняя автоматизация
Домашняя автоматизация (англ. home automation), или умный дом (англ. smart house) — система домашних устройств, способных выполнять действия и решать определённые повседневные задачи без участия человека.
Наиболее распространённые примеры автоматических действий в «умном доме» — автоматическое включение и выключение света, автоматическая коррекция работы отопительной системы или кондиционера и автоматическое уведомление о вторжении, возгорании или протечке воды.
Домашняя автоматизация рассматривается как частный случай интернета вещей, она включает доступные через интернет домашние устройства, в то время как интернет вещей включает любые связанные через интернет устройства в принципе.

## История
Первым шагом на пути к домашней автоматизации стало собственно изобретение первых бытовых приборов, которые использовали электричество для выполнения простых задач по приготовлению пищи и уборки: пылесос (1901), тостер (1909), домашний холодильник (1913), посудомоечная машина (1913), утюг с регулируемой температурой (1927), диспоузер (1927), стиральная машина (1935), сушильная машина (1935), микроволновая печь (1945), рисоварка (1945), электрическая кофеварка (1952).
В середине XX века появились первые единичные попытки домашней автоматизации в современном понимании. Для своего времени они выглядели футуристическими экспериментами и причудами изобретателей и практического распространения не получили. Наиболее известными были «Дом с кнопками» (Push-Button Manor, 1950) американского инженера Эмиля Матиаса, где расположенные по всему дому кнопки автоматизировали выполнение основных бытовых задач, и компьютер Echo IV (1966) американского инженера Джеймса Сазерленда, который мог регулировать работу домашней климатической техники, включать и выключать некоторые приборы и распечатывать списки покупок.
В 1975 году шотландская Pico Electronics разработала первый специализированный стандарт управления домашними устройствами: X10. Для передачи сигналов использовались обычная электрическая сеть. Кроме того, создатели предусмотрели беспроводное управление на радиочастоте 433 МГц (в США — 310 МГц). Новая система позволяла включать и выключать приборы и менять яркость света, а также получать данные о текущем состоянии приборов. Для управления X10 были разработаны специальные пульты и компьютерный интерфейс. Широкому распространению систем на X10 способствовали простота их установки и низкая цена.
В 1980-х основным рынком X10 стали США, а в Европе устройства на X10 использовались значительно меньше, в первую очередь из-за особенностей государственного регулирования, не позволявшего применять весь функционал устройств. Одновременно европейские электротехнические компании готовили собственные аналоги X10. Чтобы эффективнее продвигать свои разработки, немецкие компании во главе с Siemens в итоге решили использовать единый стандарт, который назвали Европейской инсталляционной шиной (EIB, 1990). Группа компаний во главе с французской Electricité de France создала стандарт BatiBus (нем.). Голландская Philips, немецкая Daimler Benz, французская Thomson Consumer Electronics, British Telecom и ряд других создали Европейскую ассоциацию домашних систем (EHSA, 1991) и третий европейский стандарт — EHS.
В 1984 году американская Ассоциация жилищно-строительных компаний (National Association of Home Builders) ввела для домов с использованием автоматизации термин «умный дом» (smart house), а в 1999 году студия Disney выпустила фильм «Smart House», представивший идею умного дома широкой публике.
В 1988 году Nippon Homes Corporation и ещё 15 японских компаний различного профиля объединились для строительства умного дома будущего. Общее руководство, разработку дизайна и архитектуры осуществлял к тому времени уже известный в Японии Кен Сакамура (坂村 健). Проект получил название TRON Intelligent House и был реализован к июлю 1989 года.
В 1999 году компании, производившие устройства на трех европейских стандартах, договорились об объединении и создании единого протокола KNX, который был представлен в 2002 году и стал открытым.
Переворот в технологиях домашней автоматизации произошел в 2010-х, толчком к нему послужило появление iPhone (2007) и других смартфонов. На рынке домашней автоматизации появились сразу несколько прорывных разработок, за которыми последовали сотни новых устройств. В 2010 году Dropcam представила недорогую (200 долларов) камеру видеонаблюдения с современным дизайном, онлайн-доступом к видео со смартфона и возможностью хранить записи в облаке. В 2011 году компания Nest представила программируемый термостат, призванный решить проблемы предыдущих: они были слишком сложными, и пользователи были не в состоянии настраивать их так, как хотели, и экономить энергию. В отличие от них, термостат Nest был самообучаемым, а кроме того, давал возможность управления со смартфона. В 2014 году обе компании купила Google.
В 2012 году на рынке была представлена смарт-система домашнего освещения на основе ламп с регулируемым спектром и яркостью свечения под маркой Philips HUE. В каждую лампу этой системы встроен свой микроконтроллер, который оснащен радиоинтерфейсом ZigBee.
В 2012 году ещё одна компания из Кремниевой долины SmartThings представила прорывную систему домашней автоматизации, стоившую в сотни раз меньше существовавших до сих пор аналогов: хаб за 100 долларов, датчики по 30—40 долларов, розетки и выключатели по 50 долларов и ряд других устройств. Вдобавок SmartThings поддерживала более 100 тысяч сторонних устройств и приложения 8 тысяч сторонних разработчиков. В 2014 году компанию купила Samsung.
В 2014 году появилась первая «умная колонка» Amazon Echo — небольшое устройство со встроенным умным помощником Alexa с голосовым управлением. Она позволяла получать ответы на бытовые вопросы и управлять домашними устройствами. В 2016 году появился аналог Google Home на основе собственного умного помощника Google Assistant. Компания Apple в 2017 году выпустила умную колонку Apple HomePod на базе голосового помощника Siri. Китайская Xiaomi представила свой вариант умной колонки Xiaomi Mi Al Speaker в 2017 году.
В России в 2018 году компания Яндекс выпустила на рынок свою Яндекс.Станцию с похожим функционалом и голосовым помощником Алиса. Её отличие от иностранных аналогов заключается в том, что на момент 2019 года это была единственная платформа умного дома, которая поддерживает голосовое управление на русском языке. Также её платформа является открытой, что позволяет производителю или разработчику интегрировать в неё собственные экосистемы умного дома (например, Xiaomi Mi Home, Samsung SmartThings, Redmond Ready for Sky и т. д.). Голосовой интерфейс для пользователя не изменяется и управляется через Алису.
В 2025 году компания Яндекс объявила о планах в сотрудничестве с девелоперами предлагать готовые решения умного дома при покупке квартир.

## Технологии
Система умного дома включает три типа устройств:
- Контроллер (хаб) — управляющее устройство, соединяющее все элементы системы друг с другом и связывающее её с внешним миром (например, умные колонки — Google Nest, Amazon Echo, Apple HomePod, Яндекс.Станция и другие)
- Датчики (сенсоры) — устройства, получающие информацию о внешних условиях.
- Актуаторы — исполнительные устройства, непосредственно исполняющие команды. Это самая многочисленная группа, в которую входят умные (автоматические) выключатели, умные (автоматические) розетки, умные (автоматические) клапаны для труб, сирены, климат-контроллеры и так далее.

В большинстве современных умных домов контроллер общается с остальными устройствами системы через радиосигналы. Самые распространенные стандарты радиосвязи для домашней автоматизации — Z-Wave (частота зависит от страны, в Европе 868 МГц, в России 869 МГц) и ZigBee (868 МГц или 2,4 ГГц), Wi-Fi (2,4 ГГц), Bluetooth (2,4 ГГц). Почти все они используют шифрование данных (AES-128), в Wi-Fi применяется шифрование WPA, WPA2 или WEP.
Для связи с внешним миром контроллер, как правило, подключается к интернету.

## Системы безопасности
- Датчики движения, датчики присутствия, датчики вибрации, датчики разбития стекла, датчики открытия окна или двери
- Видеонаблюдение
- Видеодомофоны и видеоглазки
- Электронные замки (умные замки, смартлоки) и модули управления воротами
- Сирены

Эти устройства позволяют сконструировать подходящую систему безопасности, от сравнительно простой до достаточно сложной.
Среди основных алгоритмов:
- регистрация нежелательного проникновения
- уведомление владельцев
- включение сирены
- запуск видеосъемки
- запирание входных или межкомнатных дверей

Вдобавок, системы безопасности умного дома интегрируются с охранными системами, по тревоге высылающими группы реагирования. В большинстве стран, рынок охранных систем существует достаточно давно, в то время как системы умного дома стали широко распространяться лишь в 2010-х годах. Отдельные поставщики охранных услуг позволяют интегрировать свою сигнализацию с умными устройствами, которые устанавливает сам пользователь, либо соглашаются высылать группы реагирования по сигналам тревоги с таких устройств.
Электронные замки, видеодомофоны и видеоглазки позволяют также организовать систему контроля доступа с возможностями дистанционного управления, видеозаписи и так далее.

## Управление освещением
- Умные выключатели и диммеры
- Модули управления шторами, жалюзи и рольставнями
- RGB- и RGBW-контроллеры для управления светодиодными светильниками, прежде всего светодиодными лентами
- Датчики движения и присутствия
- Датчики освещенности

Такие устройства позволяют автоматизировать управление светом и чаще всего используются, чтобы:
- автоматически включать свет, когда люди входят в помещение, и выключать, когда выходят
- автоматически поддерживать освещенность на постоянном уровне, регулируя яркость светильников и положение жалюзи или штор
- автоматически регулировать освещенность в зависимости от сезона и времени суток или по другим заранее заданным правилам

## Управление климатом
- Датчики влажности
- Датчики температуры
- Термостаты для поддержания постоянной температуры или её автоматического регулирования
- Терморегуляторы для управления мощностью батарей отопления
- Климат-контроллеры, передающие команды умного дома на технику предыдущих поколений, которая управляется обычными дистанционными пультами, прежде всего на кондиционеры
- Гигростаты для поддержания постоянной влажности или её регулирования

Основная задача устройств умного дома в этом случае — автоматически регулировать работу климатических систем так, чтобы одновременно обеспечить комфортный микроклимат и сократить расходы на его поддержание. Наиболее распространенные функции умного дома здесь:
- автоматически поддерживать комфортную температуру в помещениях, где находятся люди
- автоматически снижать мощность батарей и кондиционеров в отсутствие людей и ночью
- автоматически поддерживать влажность, комфортную для людей и подходящую для помещения и предметов обстановки
- автоматически вентилировать помещения и очищать воздух, поддерживая комфортное качество воздуха

## Проблемы
Основные проблемы домашней автоматизации касаются фрагментированности отрасли и безопасности данных.
Острота проблемы безопасности данных зависит от применения устройств. Чем серьёзнее потенциальные последствия, тем опаснее взлом. Если для автоматизации в промышленности или медицинских учреждениях риски могут быть чрезвычайно велики, то для домашней автоматизации, отвечающей за управление светом или системой датчиков, они значительно ниже.
Производители создают устройства на собственном программном обеспечении, с собственными мобильными приложениями и контроллерами. Это усложняет взаимодействие устройств и создание единой сети из устройств различных производителей.
Крайний случай представляет собой применение проприетарного софта с закрытым кодом. Работающие на таком программном обеспечении устройства зачастую вообще невозможно связать с устройствами других производителей.
Некоторые протоколы, в первую очередь Z-Wave, создавались с целью преодолеть эту проблему и дать производителям возможность создавать устройства, способные взаимодействовать друг с другом. Конструировать устройства с возможностью свободного взаимодействия друг с другом стали также производители на ZigBee. Готовность производителей создавать устройства на одном и том же стандарте — один из путей решения проблемы, они объединяют свои усилия в рамках единого консорциума (например, Z-Wave Alliance) и совместно развивают стандарт.
Второй путь — разработка устройств, способных взаимодействовать с разными стандартами. Некоторые производители встраивают в главный контроллер домашней сети возможность управлять устройствами на нескольких стандартах, например на Z-Wave, ZigBee, Bluetooth LE и KNX. В этом случае устройства все ещё не могут взаимодействовать напрямую, но получают возможность работать друг с другом через хаб, который переводит сигналы с одного стандарта на другой.

## Регулирование в России
Российский регулятор разрешает свободно использовать устройства, работающие на радиочастотах 433 МГц, 868 МГц и 2,4 ГГц.
Согласно Перечню радиоэлектронных средств и высокочастотных устройств, подлежащих регистрации, не подлежат регистрации и доступны для свободного приобретения и использования устройства дистанционного управления, охранной сигнализации и оповещения в полосе радиочастот 868—868,2 МГц с допустимой мощностью излучения передатчика не более 10 мВт, а также Неспециализированные (любого назначения) устройства в полосах радиочастот 433,075 — 434,790 МГц и 868,7 — 869,2 МГц с допустимой мощностью излучения передатчика не более 25 мВт.
Использование устройств на неразрешенных частотах наказывается штрафом и конфискацией устройств.